# جنقرة
جَنْقَرَة (بالتركية: ) مدينة تركية وعاصمة ولاية جنقرة. تقع شمال شرق أنقرة وتبعد عنها 140كم يبلغ عدد سكانها 62,508 نسمة.

## المناخ
يظهر الجدول التالي التغييرات المناخية على مدار السنة لجانقري:
| البيانات المناخية لـجانقري                        | البيانات المناخية لـجانقري | البيانات المناخية لـجانقري | البيانات المناخية لـجانقري | البيانات المناخية لـجانقري | البيانات المناخية لـجانقري | البيانات المناخية لـجانقري | البيانات المناخية لـجانقري | البيانات المناخية لـجانقري | البيانات المناخية لـجانقري | البيانات المناخية لـجانقري | البيانات المناخية لـجانقري | البيانات المناخية لـجانقري | البيانات المناخية لـجانقري |
| الشهر                                             | يناير                      | فبراير                     | مارس                       | أبريل                      | مايو                       | يونيو                      | يوليو                      | أغسطس                      | سبتمبر                     | أكتوبر                     | نوفمبر                     | ديسمبر                     | المعدل السنوي              |
| ------------------------------------------------- | -------------------------- | -------------------------- | -------------------------- | -------------------------- | -------------------------- | -------------------------- | -------------------------- | -------------------------- | -------------------------- | -------------------------- | -------------------------- | -------------------------- | -------------------------- |
| الدرجة القصوى °م (°ف)                             | 15.4 (59.7)                | 19.2 (66.6)                | 27.8 (82.0)                | 30.6 (87.1)                | 34.8 (94.6)                | 39.6 (103.3)               | 42.4 (108.3)               | 41.2 (106.2)               | 37.8 (100.0)               | 34.2 (93.6)                | 24.4 (75.9)                | 17.6 (63.7)                | 42.4 (108.3)               |
| متوسط درجة الحرارة الكبرى °م (°ف)                 | 3.4 (38.1)                 | 5.8 (42.4)                 | 11.9 (53.4)                | 17.7 (63.9)                | 22.7 (72.9)                | 27.1 (80.8)                | 30.9 (87.6)                | 30.9 (87.6)                | 26.6 (79.9)                | 20.1 (68.2)                | 12.0 (53.6)                | 5.6 (42.1)                 | 17.9 (64.2)                |
| المتوسط اليومي °م (°ف)                            | −0.6 (30.9)                | 0.9 (33.6)                 | 5.6 (42.1)                 | 11.0 (51.8)                | 15.7 (60.3)                | 19.8 (67.6)                | 23.0 (73.4)                | 22.4 (72.3)                | 17.6 (63.7)                | 11.9 (53.4)                | 5.6 (42.1)                 | 1.6 (34.9)                 | 11.2 (52.2)                |
| متوسط درجة الحرارة الصغرى °م (°ف)                 | −4.2 (24.4)                | −3.3 (26.1)                | −0.2 (31.6)                | 4.5 (40.1)                 | 8.4 (47.1)                 | 11.7 (53.1)                | 14.1 (57.4)                | 13.7 (56.7)                | 9.4 (48.9)                 | 5.2 (41.4)                 | 0.6 (33.1)                 | −1.9 (28.6)                | 4.8 (40.7)                 |
| أدنى درجة حرارة °م (°ف)                           | −24.0 (−11.2)              | −23.9 (−11.0)              | −20.5 (−4.9)               | −8.9 (16.0)                | −3.0 (26.6)                | 1.6 (34.9)                 | 4.3 (39.7)                 | 4.6 (40.3)                 | −1.0 (30.2)                | −6.3 (20.7)                | −11.6 (11.1)               | −18.8 (−1.8)               | −24.0 (−11.2)              |
| الهطول مم (إنش)                                   | 42.3 (1.67)                | 34 (1.3)                   | 36.8 (1.45)                | 46.4 (1.83)                | 54.4 (2.14)                | 38.7 (1.52)                | 18.2 (0.72)                | 17.6 (0.69)                | 16.5 (0.65)                | 27.7 (1.09)                | 26.8 (1.06)                | 47.9 (1.89)                | 407.3 (16.01)              |
| متوسط الأيام الممطرة                              | 11.2                       | 9.4                        | 8.9                        | 12.0                       | 13.1                       | 10.0                       | 5.0                        | 4.0                        | 4.6                        | 7.2                        | 8.1                        | 10.5                       | 104                        |
| ساعات سطوع الشمس الشهرية                          | 62                         | 92.4                       | 158.1                      | 177                        | 241.8                      | 282                        | 322.4                      | 306.9                      | 252                        | 182.9                      | 108                        | 52.7                       | 2٬238٫2                    |
| المصدر: Devlet Meteoroloji İşleri Genel Müdürlüğü |                            |                            |                            |                            |                            |                            |                            |                            |                            |                            |                            |                            |                            |

## أعلام
- حسين فيليز
- دانيال فاروجان
- أحمد رشيد بك
- ديوسقورس الأول